# Люманнсдорф
Люманнсдорф (нем. Lühmannsdorf) — община в Германии, в земле Мекленбург-Передняя Померания.

## Географическое положение
Люманнсдорф расположен в 8 километрах юго-западнее Вольгаста, в 16 километрах юго-восточнее Грайфсвальда и отдалён от Анклама на 16 километров в северном направлении. С севера и востока посёлок ограничен лесом, а южная и западные части селения упираются в поля.

## Административное деление
Посёлок входит в состав района Восточная Передняя Померания. В настоящее время подчининён управлению Амт Цюссов (нем. Amt Züssow), с штаб-квартирой в Цюссове.
Идентификационный код субъекта самоуправления — 13 0 59 057.
Площадь занимаемая административным образованием Люманнсдорф, составляет 5,65 км².
В настоящее время община подразделяется на 4 сельских округа.
- Брюссов (нем. Brüssow)
- Гизекенхаген (нем. Giesekenhagen)
- Ягдкруг (нем. Jagdkrug)
- Люманнсдорф (нем. Lühmannsdorf)

## Население
По состоянию на 31 декабря 2006 года население посёлка Люманнсдорф составляет 712 человек.

Средняя плотность населения таким образом равна 126 человек на км².
В пределах сельских округов жители распределены следующим образом.
| Люманнсдорф Ягдкруг Брюссов Гизекенхаген | 610 человек 53 человека 27 человек 22 человека |

## Транспорт
Через посёлок проходит федеральная дорога 111 (нем. Bundesstraße 111 (B 111)).
Примерно в 20 километрах от посёлка (невдалеке от посёлка Гюцков) доступен выезд на автобан 20 (нем. Bundesautobahn 20 (A 20)).